# Les Marquises (chanson)
Pour les articles homonymes, voir Marquise.
Singles de Jacques Brel
Les Remparts de Varsovie
(1977) Vieillir
(1977)
Les Marquises est une chanson de l'auteur-compositeur-interprète Jacques Brel, enregistrée et diffusée en 1977. Elle clôt l'album éponyme et de ce fait, est considérée comme la dernière chanson de Brel de son vivant. Elle sort également en single en novembre 1977.

## Vue d'ensemble
Depuis quelques années, Jacques Brel s'est retiré aux îles Marquises. Atteint d'un cancer du poumon dont il se sait condamné, il rentre à Paris en septembre 1977 afin de travailler sur ce qui sera son dernier album aux studios Barclay. Dernier titre du disque, il y rend hommage aux paysages de l'archipel, y évoque Paul Gauguin (qui y passa également les dernières années de sa vie et y fut enterré) et le temps qui passe et qui pourtant semble ne pas avoir de prise… aux Marquises. La chanson est enregistrée en une seule prise et en direct avec un orchestre de quarante musiciens exécutant les arrangements de François Rauber lors de la dernière séance d'enregistrement.

## Autour du disque
À l'origine, la chanson Les Marquises est proposé en face B du 45 tours (Barclay - 62346) et Les F… en face A.
Le single connait une nouvelle édition, où sous forme de variante Les Marquises est présenté en titre phare et donc en face A (la référence Barclay reste inchangée).
Le titre du roman Au soleil redouté de Michel Bussi reprend une des expressions de la chanson. L'intrigue se déroule aux îles Marquises.

## Dans la culture
Sauf indication contraire, les informations mentionnées dans cette section peuvent être confirmées par le générique de fin de l'œuvre audiovisuelle présentée ici, ainsi que par la base de données cinématographiques IMDb,  présente dans la section « Liens externes ».
Les Marquises est chantée par Jacques Brel dans Peindre ou faire l'amour (2005) des frères Larrieu avec Sabine Azéma et Daniel Auteuil.

## Titres
| No | Titre         | Durée |
| -- | ------------- | ----- |
| 1. | Les Marquises | 3:53  |
| 2. | Les F…        | 3:27  |

## Production
- Arrangements et direction d'orchestre : François Rauber
- Prise de son :  Gerhard Lehner, assisté de Jean-Pierre Michau
- Production exécutive : Sylvain Taillet